# Condado de Albany (Nova Iorque)
O Condado de Albany (em inglês:  Albany County) é um dos 62 condados do estado americano de Nova Iorque. A sede e cidade mais populosa do condado é Albany. Foi fundado em 1 de novembro de 1683. O seu nome vem do Duque de York e Albany, que posteriormente viria a ser Jaime II de Inglaterra.
O condado tem uma área de 1 381 km², dos quais 1 354 estão cobertos por terra e 27 km² por água, uma população de 304 204 habitantes, e uma densidade populacional de 224,7 hab/km² (segundo o censo nacional de 2010).

## Educação
Principais universidades e instituições de ensino localizadas no condado de Albany:
- Albany College of Pharmacy
- Albany Law School
- Albany Medical College
- Bryant & Stratton College
- Excelsior College
- The College of Saint Rose
- Sage College of Albany
- Sage Graduate School
- Siena College
- Universidade do Estado de Nova Iorque em Albany (SUNY)